# Terceryzm
Terceryzm (określany także jako Trzecia Pozycja bądź Trzecia Droga) – doktryna polityczna oparta na poszukiwaniu „trzeciej drogi” (stąd nazwa) pomiędzy kapitalizmem i socjalizmem.

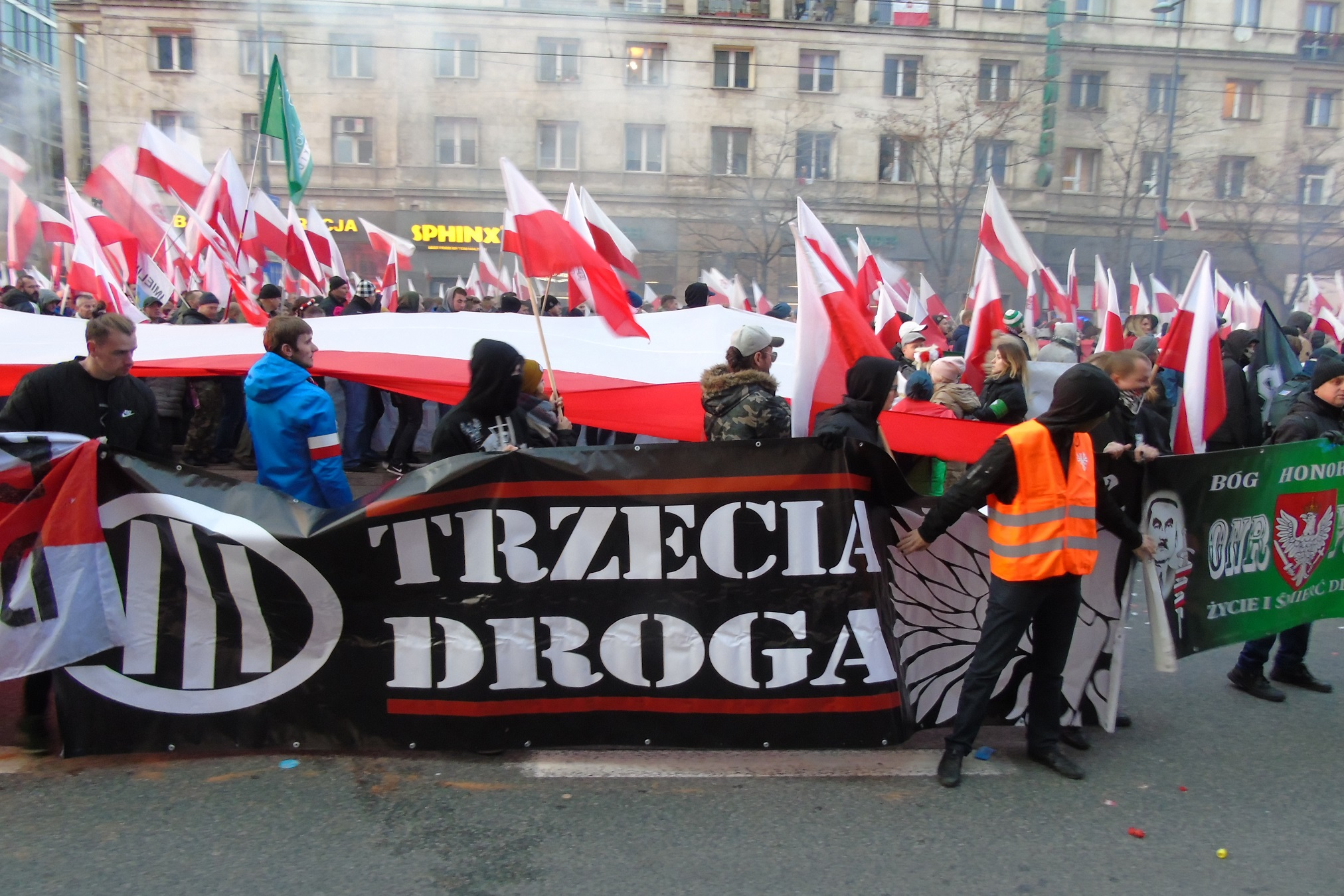
Baner organizacji Trzecia Droga na Marszu Niepodległości w Warszawie (11 listopada 2019 r.)

## Założenia
Terceryzm jest doktryną polityczną opartą na poszukiwaniu „trzeciej drogi” (stąd nazwa) pomiędzy lewicą i prawicą. Terceryści odrzucają ten podział, twierdząc, że bardziej adekwatnym do opisania sceny politycznej jest podział na demoliberalny „System” i jego wrogów.
Celem tercerystów jest „narodowa rewolucja” polegająca na fizycznym i duchowym odrodzeniu się narodów.
Terceryści sprzeciwiają się globalizacji, społeczeństwu multikulturowemu i wszelkiemu imperializmowi (m.in. obecnej polityce USA), jako alternatywę promując rasową i kulturową separację.
Jeśli chodzi o poglądy gospodarcze, terceryści odrzucają kapitalizm i socjalizm, wybierając korporacjonizm.
W sprawach religijnych i światopoglądowych terceryści są podzieleni, jednak w krajach katolickich większość tercerystów pozostaje pod wpływem tradycyjnej nauki społecznej i etycznej Kościoła Katolickiego (np. polskie NOP czy włoska Forza Nuova).

## Ruchy

### Argentyna
Za prekursora terceryzmu uważa się argentyński justycjalizm Juana Peróna, łączący nacjonalizm (skierowany głównie przeciw USA i Wielkiej Brytanii) i autorytarne rządy wodzowskie (caudillismo) z populistycznym programem socjalnym opartym na związkach zawodowych.

### Włochy
We Włoszech organizacja Trzecia Pozycja (Terza Posizione) została stworzona przez Gabriele Adinolfi, Roberto Fiore i Giuseppe Dimitri. Pod hasłem Né fronte rosso, né reazione, lotta armata per la Terza Posizione! (Ani czerwony front, ani reakcja – zbrojna walka o Trzecią Pozycję) połączyła tradycje włoskiego faszyzmu z tradycjonalizmem integralnym Juliusa Evoli, „etnopluralizmem” Nowej Prawicy Alaina de Benoista i faszystowskim wariantem paneuropeizmu Oswalda Mosleya i Jeana Thiriarta.
Kontynuatorem Trzeciej Pozycji jest obecnie we Włoszech Forza Nuova z R. Fiore na czele. Do idei Terza Posizione odwołuje się także ruch CasaPound.

### Wielka Brytania
Po zamachu w Bolonii w 1980 r.
Fiore znalazł się w Wielkiej Brytanii, gdzie propagował ideologię Trzeciej Pozycji. Terceryzm został przejęty przez grupę młodych działaczy National Front z Patrickiem Harringtonem i Derekiem Hollandem na czele (tzw. Political Soldiers), którzy następnie utworzyli organizacje Third Way (Harrington) i International Third Position (Holland).

### Francja
We Francji ideologia Trzeciej została rozwinięta przez Jeana-Gillesa Malliarakisa, który w 1985 r. założył Troisième Voie (TV). Uznając za głównych wrogów Stany Zjednoczone, komunizm i syjonizm, grupa dążyła do narodowej rewolucji i odnosiła się z dystansem do Front National. Kiedy w 1991 Malliarakis zdecydował się dołączyć do FN doszło do rozpadu TV, w miejsce której Christian Bouchet utworzył Nouvelle Résistance.

### Polska
W Polsce ideologię tercerystyczną jako pierwsze zaczęło propagować Narodowe Odrodzenie Polski, jednak słabnąca rola NOP-u na arenie polskiego środowiska narodowego zmarginalizowała tę organizację. Największą obecnie organizacją jest powstała po rozpadzie w NOP-ie Trzecia Droga, posiadająca swoje struktury na południu i zachodzie Polski (Wielkopolska, Dolny Śląsk, Górny Śląsk, Małopolska i Świętokrzyskie). W roku 2014 organizacja opublikowała deklarację ideową, która opierała się na dziesięciu filarach: antysystemowości, samorządności i aktywizmie, prawie do posiadania broni, eurosceptycyzmie, antyglobalizmowi, katolickości, gospodarce narodowej, patriotyzmie, kontrkulturze i ustroju narodowym. W listopadzie 2018 roku powstała rozbudowana deklaracja pod nazwą Nowy Nacjonalizm, która miała być odpowiedzią na aktualne problemy polityczne takie jak m.in. migracja i bezpieczeństwo. W maju 2019 r. Trzecia Droga zawarła sojusz z innymi organizacjami nacjonalistycznymi na południu Polski i podpisała deklarację ideową w ramach Nacjonalistycznego Południa, co miało być pierwszym krokiem do konsolidacji części rozbitego środowiska narodowego w Polsce. W listopadzie 2019 r. porozumienie o współpracy z Nacjonalistycznym Południem podpisał Obóz Narodowo-Radykalny, druga pod względem wielkości po Młodzieży Wszechpolskiej organizacja nacjonalistyczna w Polsce. Trzecia Droga współpracuje także z nacjonalistami z Europy. W 2018 r. dołączyła do międzynarodowego projektu paneuropejskiego pod nazwą EurHope utworzonego przez jednego z protoplastów idei trzeciopozycyjnej, Gabriele Adinolfiego.  Miała spory wkład w tworzenie manifestu EurHope, nad którym prace zakończyły się pod koniec roku 2019.